# 都道府縣旗
都道府县旗（日语：／ Todōfukenki）是指日本的都道府县的象征性旗帜。

## 概括

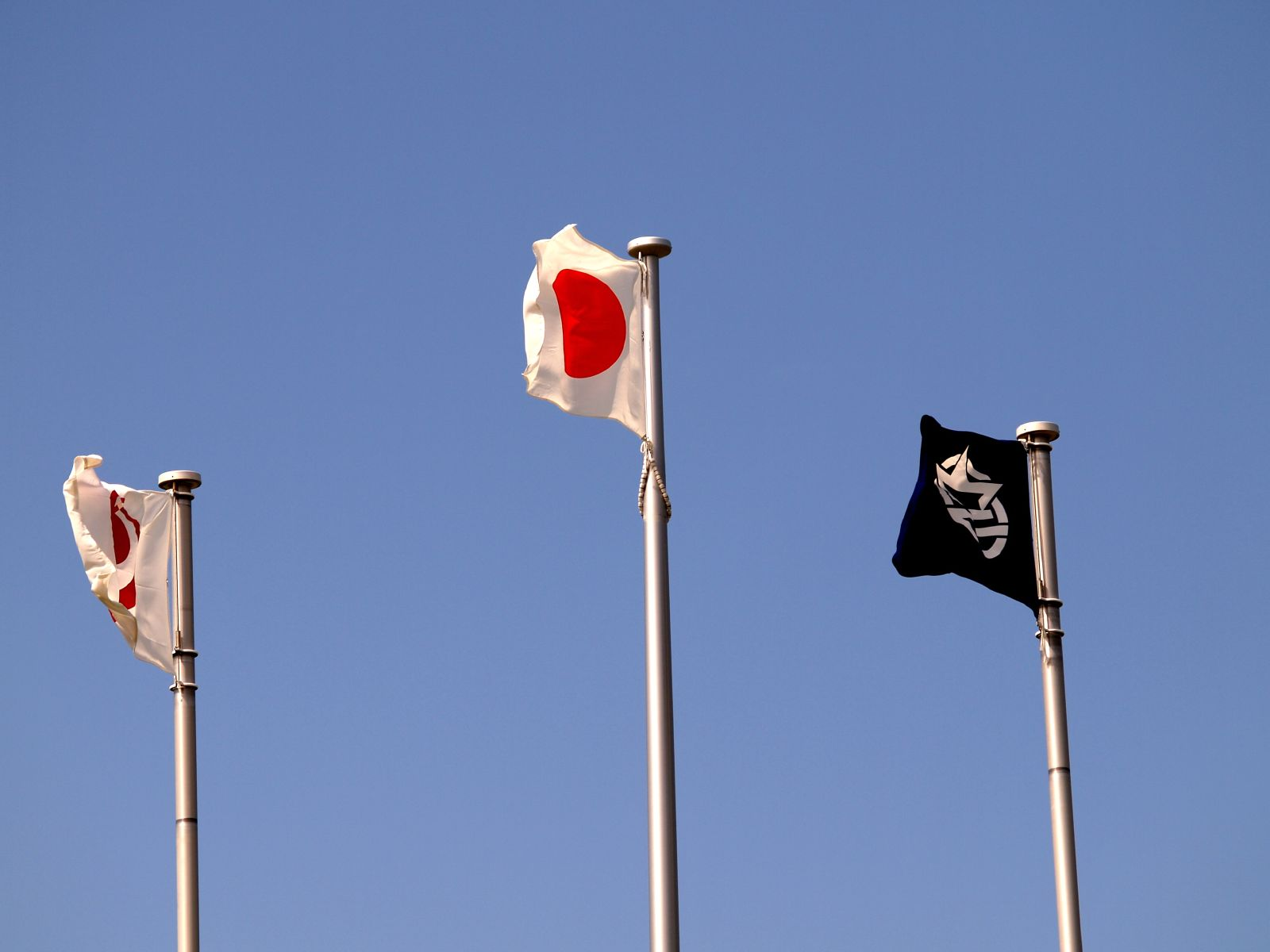
日本国旗与冲绳县旗和浦添市旗共同飘扬

在日本的都道府县中，可以看见地方旗帜在都道府县厅以及支厅、支局、办事处、议会与日本国旗一同飘扬在上空。此外，在各个都道府县举办的公共活动期间也会挂上相应都道府县的旗帜。在都道府县的公立高等学校里，挂有日本国旗、都道府县旗以及校旗三面旗帜。在国民体育大会上，就像奥运会上先升国旗一样，入场队伍中走在最前面的的就是都道府县旗。另外，在日本市町村政府里，国旗、市町村旗与都道府县旗一起被悬挂。
1991年，长崎县制定了县旗，并且规定了各个都道府县的都道府县旗规定是带有‘县章图示’的旗”，同时规定了都道府县旗的使用场合。

### 设计
都道府县旗上描绘的事物，大抵是都道府县的形状或是都道府县名称的抽象化图案。另外，把县章图示来作为都道府县旗图案的也不在少数。例如，青森县和石川县等的县旗是描摹了县的形状，但更多的是用县章图案的。

## 都道府县旗一览

北海道旗
青森县旗
岩手县旗
宫城县旗
秋田县旗
山形县旗
福岛县旗
茨城县旗
栃木县旗
群马县旗
埼玉县旗
千叶县旗
东京都旗
神奈川县旗
新潟县旗
富山县旗
石川县旗
福井县旗
山梨县旗
长野县旗
岐阜县旗
静冈县旗
爱知县旗
三重县旗
滋贺县旗
京都府旗
大阪府旗
兵库县旗
奈良县旗
和歌山县旗
鸟取县旗
岛根县旗
冈山县旗
广岛县旗
山口县旗
德岛县旗
香川县旗
爱媛县旗
高知县旗
福冈县旗
佐贺县旗
长崎县旗
熊本县旗
大分县旗
宫崎县旗
鹿儿岛县旗
冲绳县旗

### 标志旗
以下是与都道府县旗并用或者代替的标志旗。

东京都标志旗

### 历史都道府县旗
以下是过历史使用的都道府县旗。

旧山形县旗 （1963年-1971年）
旧福島县旗 （1951年 - 1968年）
旧茨城县旗 （1966年-1991年）
旧大阪府旗 （1968年-1984年）
长崎县职员团旗[1]
旧愛媛县旗 （1989年-1999年）
旧沖繩縣旗 （1972年4月24日-1972年5月15日）
旧沖繩縣旗 （1972年5月15日-1972年10月13日）

### 都道府县以外的内/外地的旗帜

拓殖博覽會樺太館旗 （1907年4月21日-6月19日）
樺太廳紋章
內國勸業博覽會台灣館旗 （1903年3月1日-7月31日）
台字章
臺灣總督府徽
朝鮮總督府徽
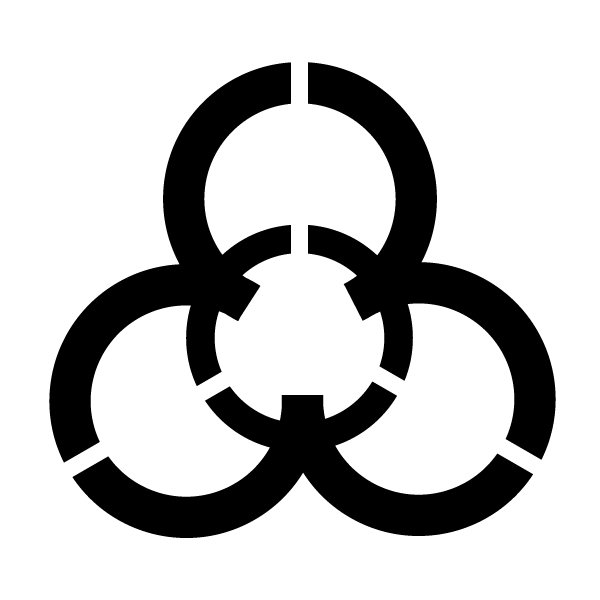
關東州廳章
南洋廳旗
南洋廳徽

## 脚注
1. ↑  『週刊朝日百科 世界の地理』別冊「世界の国旗 日本の县旗」（朝日新聞社、1984年）